# Quadrato di veridizione
Il quadrato della veridizione è una particolare occorrenza del quadrato semiotico che articola la categoria semantica della verità e della veridicità all'interno di un enunciato o di un testo.

## La veridizione

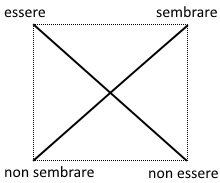
Il quadrato della veridizione nella sua forma standard

Il quadrato della veridizione è stato introdotto per la prima volta all'interno dello Schema Narrativo Canonico delineato dal semiologo francese Algirdas Julien Greimas, all'interno della scuola della semiotica generativa.
Con veridizione si intende una particolare modalità, vale a dire una particolare forma di relazione tra un soggetto e un predicato in un enunciato. 
Questa categoria è articolata su un quadrato semiotico in cui i due contrari sono l'essere ed il sembrare. 
Le diagonali, detti schemi, evidenziano due tipi di relazione:
- Lo schema detto dell'immanenza collega essere e non essere;

- Lo schema detto della manifestazione collega sembrare e non sembrare.

L'articolazione della veridizione risiede nei lati del quadrato: 
- Essere e sembrare danno luogo alla verità: ciò che appare è rappresentazione di ciò che è realmente:Quadrato della veridizione e elementi composti

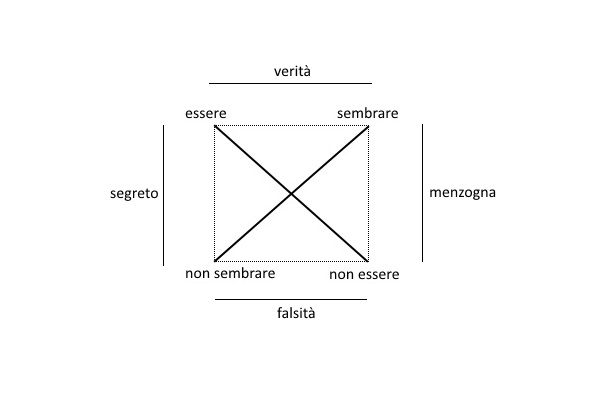
Quadrato della veridizione e elementi composti

  - Es. un tifoso di calcio vestito con la maglia della propria squadra.

- Essere e non sembrare determinato il segreto: ciò che appare non è rappresentazione ciò che è realmente;
  - Es. un fuggitivo che si nasconde dai propri inseguitori travestendosi.

- Non essere e non sembrare costituiscono al falsità: ciò che appare è rappresentazione fallace di qualcosa, che di fatto non è;
  - Es. Un personaggio che vuole apparire un eroe apparecchiando il proprio atto eroico ma fallendo comunque nel dimostrarsi tale.

- Sembrare e non essere definiscono la menzogna: ciò che appare è manifestazione di una realtà ingannevole.
  - Es. una spia che veste l'uniforme del nemico e parla la sua lingua per apparire dalla sua parte.

## Il quadrato della veridizione in semiotica narrativa
La veridizione costituisce un'isotopia narrativa autonoma che istituisce la verità intrinseca del racconto. 
Questa isotopia può manifestarsi a livello narrativo su diversi gradi di complessità: 
- nella costituzione delle relazioni tra attanti e valori: Soggetto in incognito, Antisoggetto mascherato;
- nella competenza dei singoli attanti: sapere autentico, sapere ingannevole, ecc...;
- nell'articolazione dei sintagmi narrativi, come nel caso di un Destinante che attribuisce a un Soggetto un contratto ingannevole.